# Houdan (rasa kury)

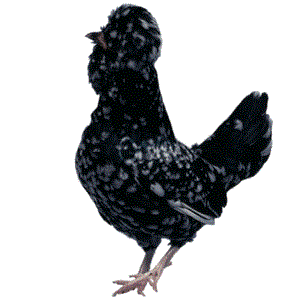
Kura rasy houdan

Houdan – rasa kur. Dawniej zwana kurą normandzką.

## Pochodzenie
Kury tej rasy zostały wyhodowane w okolicach miasta Houdan we Francji w XVII wieku poprzez krzyżowanie ptaków miejscowych z rasą padewską. Jest to jedna z najstarszych francuskich ras kur.
Do Niemiec sprowadził je w 1870 roku znany hodowca o nazwisku Martens.

## Opis cech

### Wygląd
Są to kury średniej wielkości, masywnej budowy, o walcowatym tułowiu i pełnej, dużej piersi. Oczy w barwie pomarańczowo-czerwonej. Szyja mocna, krótka. Broda ptaków jest bardzo obficie opierzona, pełna. Bokobrody wyraźnie gęste i bardzo bujne. Dzwonki małe, u kogutów częściowo zakryte brodą, u kur całkowicie. Dziób jest dość krótki, szeroki u nasady i mocno zagięty. Ich grzbiet powinien być szeroki, masywny i długi. Ramiona pełne i zaokrąglone. Skrzydła duże, ułożone w pozycji pionowej, przylegające do ciała. Ogon pełny, mocno osadzony z bardzo szerokimi i zagiętymi sierpówkami u kogutów, natomiast u kur pełny i obfity w szerokie i duże sterówki. Jest wyraźnie uniesiony, jednak nie powinien być w pozycji pionowej. Nogi długie, gładkie, barwy jasnoróżowej, ale dopuszczalne są ciemniejsze lub niebieskie. Ma pięć palców na każdej stopie.
Pomimo że ptaki te mają czub, baki i brodę, nie są zaliczane do kur ras ozdobnych, lecz zostały zakwalifikowane do kategorii kur mięsnych.
| kogut | 2500 do 3500 g |
| kura  | 2000 do 3000 g |

### Odmiany barwne
- czarna
- biało nakrapiana
- niebieska (lawendowa)
- biała
- jastrzębiata

### Jaja
Nieśność jaj jest na poziomie 120 rocznie. Skorupa jaja jest biała. Masa jaja to 43 g.

### Wielkość obrączek
- kogut – 20[4]
- kura – 18[4]